# Engelsgrube

Die Lage der Engelsgrube, rot markiert

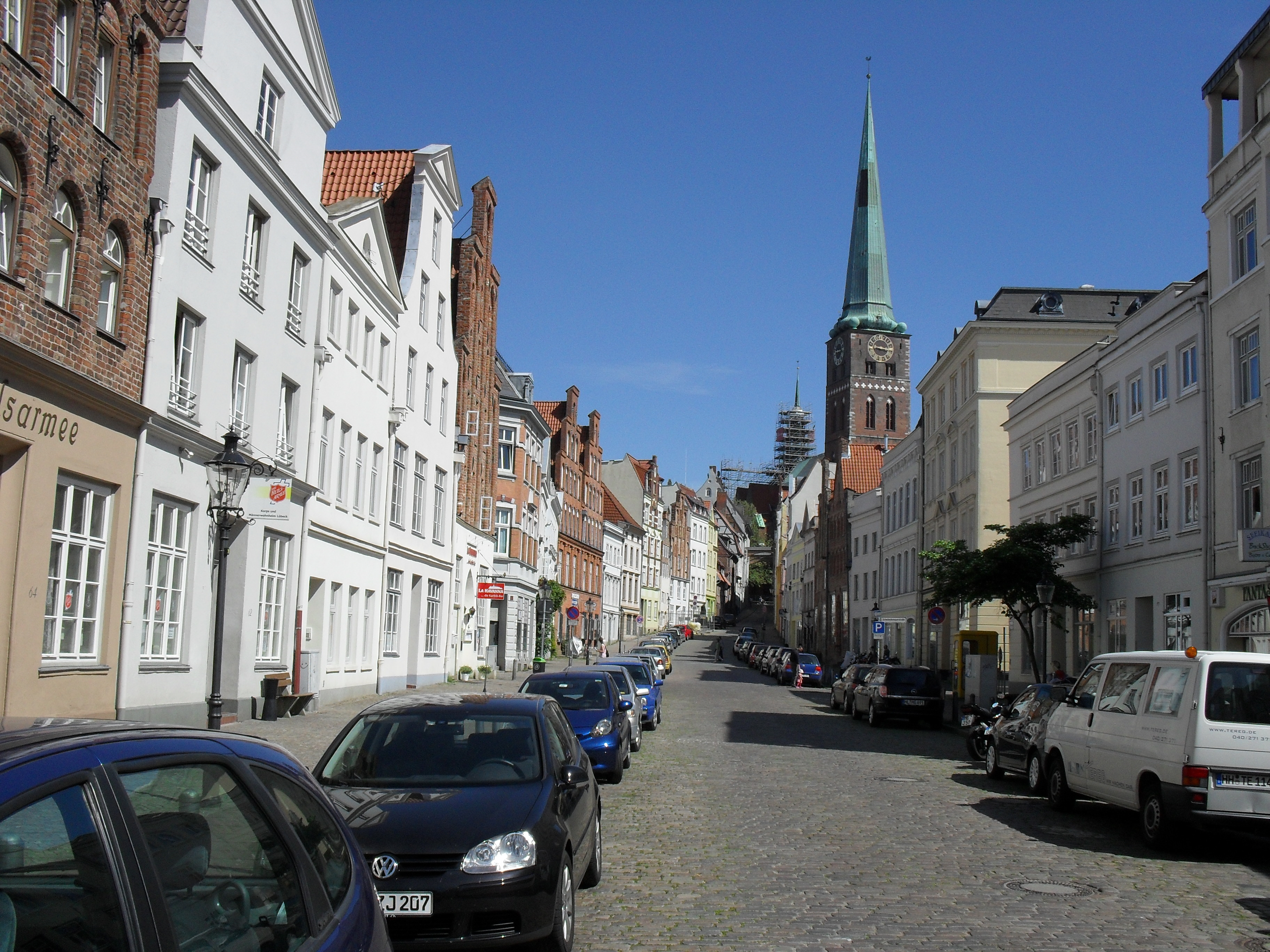
Die Engelsgrube

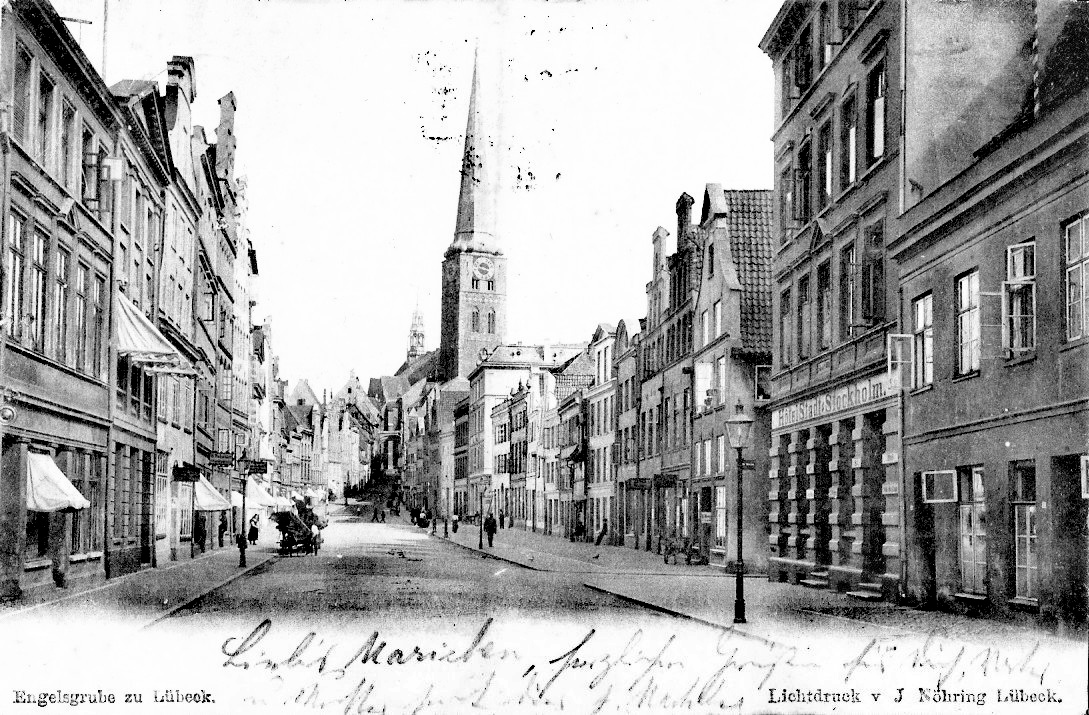
Engelsgrube zu Lübeck vor 1903

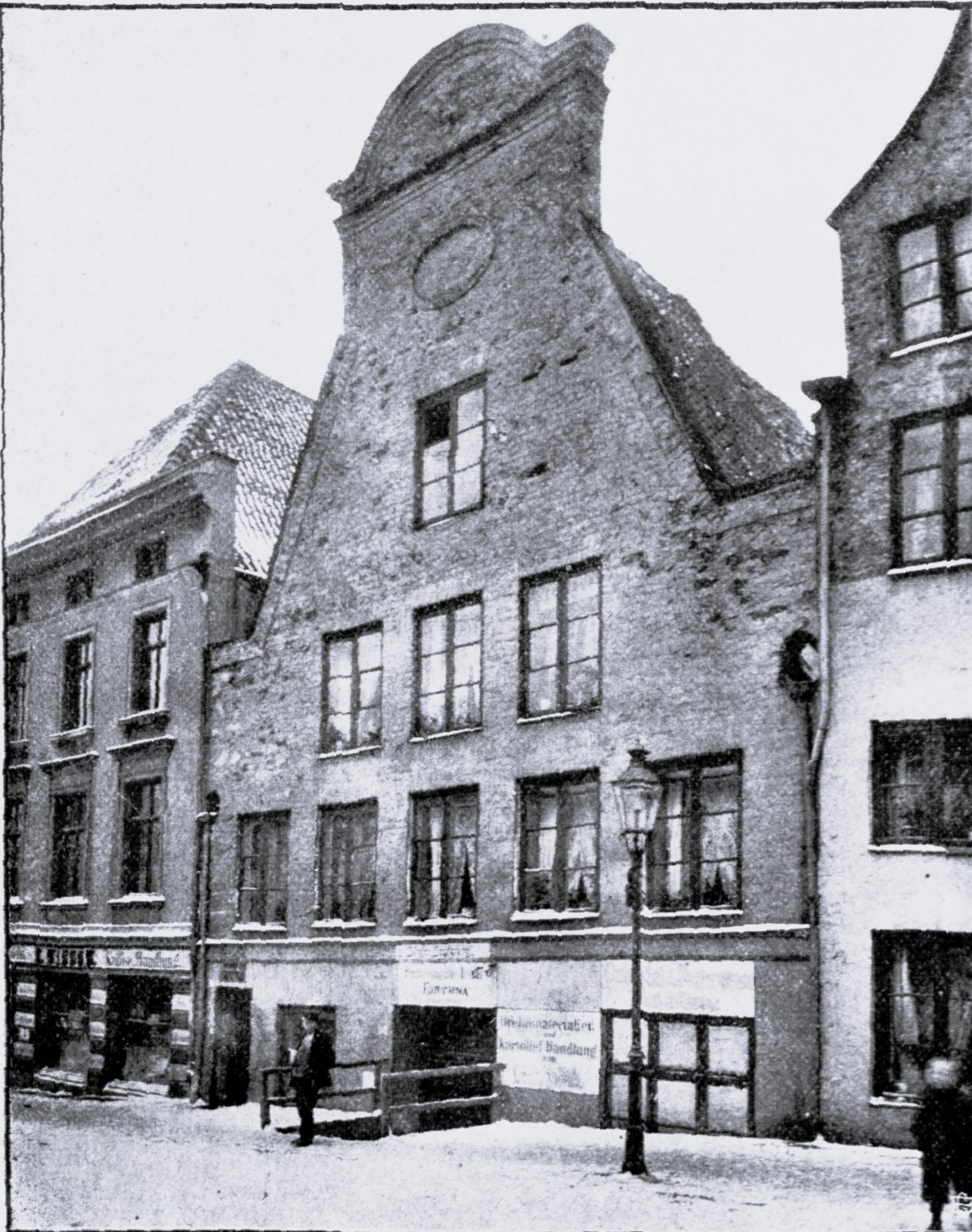
Engelsgrube 30 nach der Höherlegung

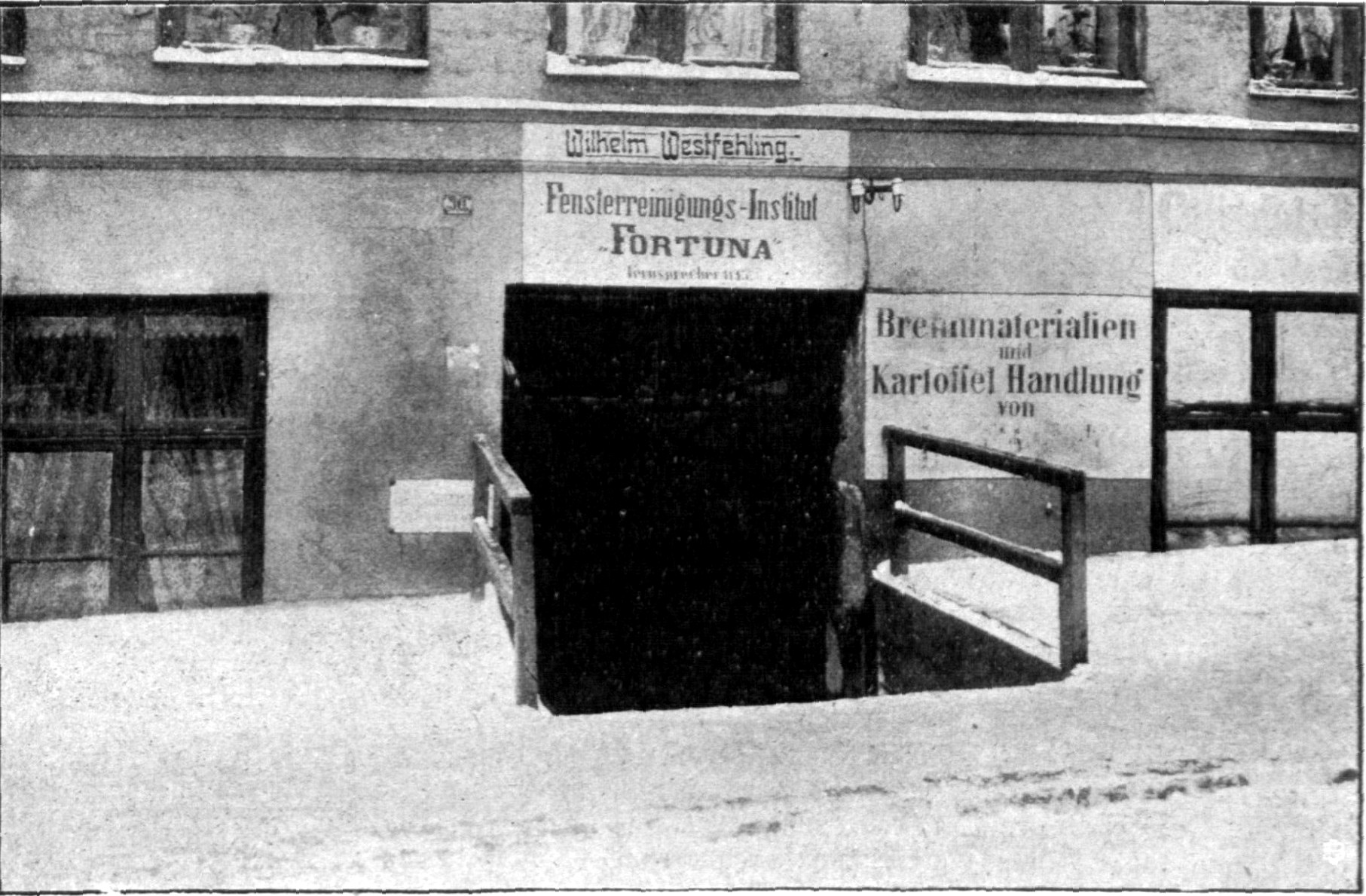
Einen besseren Eindruck der Straßenregulierung vermittelt eine Detailansicht der Engelsgrube 30 aus einer anderen Perspektive

Die Engelsgrube ist eine Straße der Lübecker Altstadt.

## Lage
Die etwa 320 Meter lange Engelsgrube befindet sich im nordwestlichen Teil der Altstadtinsel, im Marien-Magdalenen Quartier. Sie beginnt an der Breiten Straße gegenüber der Jakobikirche und verläuft westwärts hinunter zur Trave. Etwa auf halbem Wege wird sie von der von Norden einmündenden Engelswisch und der von Süden kommenden Schwönekenquerstraße gekreuzt, und kurz vor Ende der Straße mündet gleichfalls von Süden noch die Große Kiesau ein, ehe dann die Engelsgrube gegenüber der Drehbrücke auf die Untertrave stößt.

## Geschichte
Erstmals urkundlich erwähnt wird die Engelsgrube 1259 mit den lateinischen Bezeichnungen Fossa Angelica und Platea Anglica (England-Straße). Der Name bezog sich auf den Teil des Hafens, zu dem die Straße führte, da dort die Handelsschiffe anlegten, die im Fernhandel mit England verkehrten. Daraus ergab sich zugleich, dass sich in der Straße zahlreiche im Englandhandel tätige Kaufleute, aber auch Schiffer niederließen. Eine ältere Deutung, nach der sich der Straßenname von einem ansonsten nicht fassbaren frühen Bürgermeister ableitete, ist wenig wahrscheinlich.
Die Herleitung des Namens geriet auch in den folgenden Jahrhunderten nicht in Vergessenheit:
- 1361: Fossa Anglicorum (Englische Grube)
- 1369: Engelsche Grove
- 1419: Fossa Anglicana
- 1601: Engelische Grouwe

Erst bei der amtlichen Festlegung des bis heute gültigen hochdeutschen Namens im Jahre 1852 geschah die fälschliche Umdeutung zur Engelsgrube, obgleich keinerlei Bezug zu Engeln vorliegt.
Wenn man heute die Engelsgrube entlanggeht und auf die Häuser samt deren Eingängen blickt, mag es verwundern, dass diese tiefer liegen bzw. deren Erdgeschoss sonderbar gestaucht aussieht. Anno 1907 wurde die Grube um bis zu einem halben Meter höher gelegt. Nebenstehend sieht man zwei Abbildungen von der Engelsgrube 30, welche die Abhandlung Versunkene Häuser in den Vaterstädtischen Blättern des 26. Januars 1908 illustrierten. Durch die Neubepflasterung erhielt die Straße, schon allein aufgrund der besseren Befahrbarkeit, eine größere Wertsteigerung. Denjenigen, die ihre Häuser an das neue Niveau anzugleichen hatten, entstanden unfreiwillige Mehrausgaben für jene Vorteile.
Wer den Qualmanns Gang zur Linken, er führt zur Nr. 32, durchgeht, stößt an dessen Ende auf eine Treppe, die den Passanten auf das ursprüngliche Niveau der Grube herabführt.
Die Engelsgrube war vom Bombenangriff am 29. März 1942 nicht betroffen und weist daher bis heute einen weitgehend erhaltenen Bestand historischer Gebäude aus mehreren Jahrhunderten auf.

## Bauwerke
- Engelsgrube 6: Renaissance-Haus des 16. Jahrhunderts mit klassizistischer Putzfassade des 19. Jahrhunderts
- Engelsgrube 8: Renaissance-Haus des 16. Jahrhunderts mit vorkragendem Obergeschoss, in der 1. Hälfte des 17. Jahrhunderts barock überformt
- Engelsgrube 10: Backsteinrenaissance-Wohnhaus des 16. Jahrhunderts, unter einem Dach mit Nr. 12
- Engelsgrube 1-17, Schiffer Hof: 1908 errichteter Gebäudekomplex mit Vorderhaus im Stil des Historismus, klassizistischen Hintergebäuden (1860–1880) sowie in den Seitenflügeln (1530–1580) Elementen aus der Renaissance
- Engelsgrube 12: Backsteinrenaissance-Wohnhaus des 16. Jahrhunderts, unter einem Dach mit Nr. 10
- Engelsgrube 14: Renaissance-Haus des 16. Jahrhunderts mit klassizistischer Fassade
- Engelsgrube 16: Renaissance-Haus des 16. Jahrhunderts mit klassizistischer Fassade
- Engelsgrube 18: Zwischen 1500 und 1574 errichtetes Renaissance-Haus mit klassizistischer Fassade, zwischen 1850 und 1874
- Engelsgrube 21, Spinnrademacher Gang Haus 6: Zwischen 1540 und 1560 erbautes Ganghaus, im 18. Jahrhundert barock umgebaut
- Engelsgrube 23: Auf die Jahre zwischen 1350 und 1450 zurückgehendes gotisches Giebelhaus mit klassizistischer Fassade aus dem 2. Viertel des 19. Jahrhunderts
- Engelsgrube 24: Treppengiebel-Haus der Backsteingotik, errichtet zwischen 1300 und 1349
- Engelsgrube 26, Krusenhof Haus 1–5: 1545 errichtete Renaissance-Ganghäuser
- Engelsgrube 27: 1308 errichtetes gotisches Wohnhaus mit Backsteinrenaissance-Treppengiebel von 1530
- Engelsgrube 28: In der 1. Hälfte des 17. Jahrhunderts errichtetes Renaissance-Haus, klassizistisch umgebaut zwischen 1780 und 1824
- Engelsgrube 31, Sievers Torweg Haus 13, 19 und 20: 1543 erbaute Renaissance-Ganghäuser
- Engelsgrube 32, Qualmanns Gang Haus 5, 7, 8 und 9: 1606 erbaute Renaissance-Ganghäuser
- Engelsgrube 38-42: Auf das 16. Jahrhundert zurückgehendes, 1911 für Max Jenne errichtetes Gebäude des Historismus mit doppeltem Backstein-Treppengiebel, heute Engelshof
- Engelsgrube 41: Auf das Jahr 1551 zurückgehendes spätklassizistisches Haus, erbaut zwischen 1857 und 1876
- Engelsgrube 43, Bäcker Gang Haus 12–16: 1551 erbaute Renaissance-Ganghäuser
- Engelsgrube 45: Renaissance-Treppengiebelhaus von 1551
- Engelsgrube 47: Zwischen 1580 und 1610 errichtetes Haus der Backsteinrenaissance mit Dreiecksgiebel
- Engelsgrube 53: Wohn- und Geschäftshaus des späten 19. Jahrhunderts im Stil des Historismus
- Engelsgrube 55: Zwischen 1700 und 1724 errichtetes Eckhaus, 1874/76 neoklassizistisch umgebaut
- Engelsgrube 56: Um 1500 errichtetes spätgotisches Treppengiebel-Haus
- Engelsgrube 58: Im 16. Jahrhundert errichtetes Renaissance-Giebelhaus mit klassizistischer Fassade, erbaut zwischen 1818 und 1830
- Engelsgrube 60: Im 16. Jahrhundert errichtetes Renaissancehaus mit klassizistischer Fassade von 1817
- Engelsgrube 62: Auf die Zeit zwischen 1550 und 1624 zurückgehendes Haus mit klassizistischer Fassade, errichtet zwischen 1848 und 1857
- Engelsgrube 64: Renaissance-Treppengiebelhaus, errichtet zwischen 1525 und 1599
- Engelsgrube 65: 1596 errichtetes Renaissance-Haus mit klassizistischer Putzfassade von 1876/77
- Engelsgrube 66: 1599 errichteter Renaissance-Speicher, 1926–1964 Kino Luxor, heute Museum Haus Hansestadt Danzig
- Engelsgrube 68: Renaissance-Treppengiebelhaus des 16. Jahrhunderts
- Engelsgrube 69: 1596 errichtetes Renaissance-Gebäude mit klassizistischer Fassade von 1876/77
- Engelsgrube 71: 1596 errichtetes Renaissance-Traufenhaus, Vorderhaus zu Zerrahns Gang
- Engelsgrube 74: Zwischen 1550 und 1624 errichtetes Renaissance-Giebelhaus, in der 2. Hälfte des 17. Jahrhunderts barock überformt[1]
- Engelsgrube 76: 1822 errichtetes klassizistisches Haus
- Engelsgrube 81: Renaissance-Treppengiebelhaus von 1566
- Engelsgrube 83: Renaissance-Treppengiebelhaus von 1566
- Engelsgrube 85: Renaissance-Treppengiebelhaus von 1566, im letzten Viertel des 18. Jahrhunderts klassizistisch umgebaut

## Gänge und Höfe
Von der Engelsgrube gehen oder gingen folgende Lübecker Gänge und Höfe ab (nach Hausnummern):
- 1–17: Schifferhof (Stiftshof, siehe oben)
- 21: Spinnrademacher Gang (nicht mehr vorhanden)
- 26: Krusenhof
- 31: Sievers Torweg
- 32: Qualmanns Gang
- 35: Hakes Gang (nicht mehr vorhanden)
- 43: Bäcker Gang
- 44: Frosts Gang (nicht mehr vorhanden)
- 48: Schlachter Gang
- 61: Branntweinbrenner Gang
- 67: Glockengießerhof
- 73: Zerrahns Gang
- 75: Sanders Hagen
- 77: Garbereiter Gang
- 81/83/85: Schinkels Hof (nicht mehr vorhanden)